# Nasal retroflexa sonora
La nasal retroflexa sonora és un fonema que es transcriu [ɳ] a l'AFI i que està present en llengües com el sànscrit i el suec, entre d'altres. No existeix en català.
En català antic, la n final corresponent al grup etimològic MN es realitzava retroflexa. Després evolucionà a dorsal: DAMNU(M) > dan [daɳ] > dany [daɲ].

## Característiques
- És una consonant nasal perquè l'aire surt alhora per la boca i el nas.
- És un so retroflex perquè la llengua es col·loca darrere els alvèols, tocant amb la punta el paladar.
- És un so pulmonar central.